# David Crawshay
David William Crawshay (Carlton, 11 augustus 1979) is een Australisch roeier. Crawshay nam driemaal deel aan de Olympische Zomerspelen en behaalde tijdens de Olympische Zomerspelen 2008 de gouden medaille in de dubbel-twee samen met Scott Brennan. Tijdens de Wereldkampioenschappen roeien won Crawshay twee zilveren en één bronzen medaille in de dubbel-vier.

## Resultaten
- Wereldkampioenschappen roeien 2001 in Luzern 10e in de dubbel-vier
- Wereldkampioenschappen roeien 2003 in Milaan 6e in de dubbel-twee
- Olympische Zomerspelen 2004 in Athene 7e in de dubbel-vier
- Wereldkampioenschappen roeien 2006 in Eton 9e in de dubbel-vier
- Wereldkampioenschappen roeien 2007 in München 8e in de dubbel-twee
- Olympische Zomerspelen 2008 in Peking  in de dubbel-twee
- Wereldkampioenschappen roeien 2009 in Poznań  in de dubbel-vier
- Wereldkampioenschappen roeien 2010 in Hamilton  in de dubbel-vier
- Wereldkampioenschappen roeien 2011 in Bled 4e in de dubbel-twee
- Olympische Zomerspelen 2012 in Londen 8e in de dubbel-twee
- Wereldkampioenschappen roeien 2014 in Amsterdam 7e in de acht
- Wereldkampioenschappen roeien 2015 in Aiguebelette-le-Lac  in de dubbel-vier

1904: John Mulcahy & William Varley ·
1920: Paul Costello & John B. Kelly, Sr. ·
1924: Paul Costello & John B. Kelly, Sr. ·
1928: Paul Costello & Charles McIlvaine ·
1932: Kenneth Myers & Garrett Gilmore ·
1936: Jack Beresford & Leslie Southwood ·
1948: Richard Burnell & Bert Bushnell ·
1952: Tranquilo Cappozzo & Eduardo Guerrero ·
1956: Aleksandr Berkoetov & Joeri Tjoekalov ·
1960: Václav Kozák & Pavel Schmidt ·
1964: Oleg Tjoerin & Boris Doebrovsky ·
1968: Anatoli Sass & Aleksandr Timosjinin ·
1972: Aleksandr Timosjinin & Gennadi Korsjikov ·
1976: Frank Hansen & Alf Hansen ·
1980: Joachim Dreifke & Klaus Kröppelien ·
1984: Bradley Lewis & Paul Enquist ·
1988: Nico Rienks & Ronald Florijn ·
1992: Stephen Hawkins & Peter Antonie ·
1996: Agostino Abbagnale & Davide Tizzano ·
2000: Luka Špik & Iztok Čop ·
2004: Sébastien Vieilledent & Adrien Hardy ·
2008: David Crawshay & Scott Brennan ·
2012: Nathan Cohen & Joseph Sullivan  ·
2016: Martin Sinković & Valent Sinković ·
2020: Hugo Boucheron & Matthieu Androdias  ·
2024: Andrei Cornea & Marian Enache